# Rego da Murta
Rego da Murta era una freguesia portuguesa del municipio de Alvaiázere, distrito de Leiría.

## Historia
Fue suprimida el 28 de enero  de 2013, en aplicación de una resolución de la Asamblea de la República portuguesa promulgada el 16 de enero de 2013 al unirse con la freguesia de Pussos, formando la nueva freguesia de Pussos São Pedro.

## Patrimonio
En Rego da Murta se encuentra un pequeño conjunto de unos 10 monumentos megalíticos, con varios menhires, dólmenes y una anta o cámara sepulcral semicircular con un corredor a unos 500 m al sureste. La cámara tiene un diámetro de cerca de 4 m y el corredor unos 3 m de largo x 1 m de ancho.
Su buena preservación ha permitido encontrar gran cantidad y diversidad de objetos de la época del Neolítico en su mayoría intactos (vasos, puntas de flechas, alabardas, objetos votivos como placas de cuarzo, botones de hueso, cuentas de collar, etc.), así como osamentas humanas de cerca de 50 individuos, así como huesos de animales (conejos, liebres, caballos, ciervos, perros, cerdos, ovejas, etc.).